# Ruben Buriani
Ruben Buriani (Portomaggiore, 16 maart 1955) is een voormalig Italiaans voetballer. Eind jaren 70 en begin jaren 80 was hij een van de sterkhouders van AC Milan op het middenveld. Hij maakte zijn debuut voor AC Milan in de Serie A op 11 september 1977 in de wedstrijd tegen Fiorentina.
Ook toen Milan in 1980 in de Serie B terechtkwam, bleef hij de club trouw. Buriani groeide uit tot een clubicoon en werd opgenomen in de AC Milan Hall of Fame. Later kwam hij ook uit voor onder andere AS Roma en SSC Napoli.
Buriani speelde twee officiële interlands voor zijn vaderland Italië. Onder leiding van bondscoach Enzo Bearzot maakte hij zijn debuut voor de Squadra Azzurra op 16 februari 1980 in de vriendschappelijke wedstrijd in Napels tegen Roemenië (2-1). Hij viel in dat duel na 79 minuten in voor Gabriele Oriali.

## Clubstatistieken
| Seizoen | Club       | Land            | Competitie | Duels | Goals |
| ------- | ---------- | --------------- | ---------- | ----- | ----- |
| 1974/75 | AC Monza   | Vlag van Italië | Serie C    | 22    |       |
| 1975/76 | AC Monza   | Vlag van Italië | Serie C    | 33    | 4     |
| 1976/77 | AC Monza   | Vlag van Italië | Serie B    | 32    | 3     |
| 1977/78 | AC Milan   | Vlag van Italië | Serie A    | 26    | 3     |
| 1978/79 | AC Milan   | Vlag van Italië | Serie A    | 29    | 1     |
| 1979/80 | AC Milan   | Vlag van Italië | Serie A    | 30    | 1     |
| 1980/81 | AC Milan   | Vlag van Italië | Serie B    | 38    | 6     |
| 1981/82 | AC Milan   | Vlag van Italië | Serie A    | 23    | 2     |
| 1982/83 | AC Cesena  | Vlag van Italië | Serie A    | 28    | 3     |
| 1983/84 | AC Cesena  | Vlag van Italië | Serie B    | 38    | 2     |
| 1984/85 | AS Roma    | Vlag van Italië | Serie A    | 24    | -     |
| 1985/86 | SSC Napoli | Vlag van Italië | Serie A    | 5     | -     |
| Totaal  | Totaal     | Totaal          | Totaal     | 328   | 25    |

## Erelijst
- Kampioen Serie A 1978/79 (AC Milan)
- Kampioen Serie B 1980/81 (AC Milan)
- Kampioen Serie C 1975/76 (AC Monza)